# Luis Marín Sabater
Luis Marín Sabater (Ordizia, Guipúscoa, País Basc, 4 de setembre de 1906 - Guipúscoa, 21 de desembre de 1974) fou futbolista basc que jugava en la posició de davanter. Va ser internacional amb la selecció espanyola.
Va començar la seva carrera professional el 1928 jugant a l'Atlètic de Madrid. Va jugar per al club fins al 1936. Després de la Guerra Civil espanyola, el 1939 va fitxar pel Reial Madrid, on va jugar fins a l'any 1941, quan va fitxar pel Granada CF, on va acabar la seva carrera l'any 1945, i amb el qual va guanyar tres copes d'Espanya. Marín va ser internacional amb la selecció espanyola, però no hi va arribar a debutar.

## Palmarès
- 3 Copes del Generalíssim: 1943-44, 1944-45, 1945-46.